# Le Poiré-sur-Velluire
Le Poiré-sur-Velluire korábbi község Franciaország Loire mente régiójában, Vendée megyében. Lakosainak száma 665 fő (2018. január 1.). Le Poiré-sur-Velluire Auzay, Chaix, Le Langon, La Taillée és Velluire községekkel határos.
2019. január 1-jén Velluire korábbi községgel egyesült és az így létrejött Les Velluire-sur-Vendée új község része lett.

## Népesség
A település népességének változása:
| Lakosok száma | 650  | 663  | 671  | 664  | 665  |
|               | 2013 | 2015 | 2016 | 2017 | 2018 |